# هو یوژو
هو یوژو (چینی: 侯玉珠؛ زادهٔ ۷ فوریهٔ ۱۹۶۳) بازیکن والیبال اهل چین است.
وی در مسابقات کشوری و بین‌المللی در مجموع برندهٔ ۳ مدال طلا، ۱ مدال برنز شده‌است.